# Liste des œuvres d'art du Morbihan
Cet article vise à recenser les œuvres d'art dans l'espace public du Morbihan, en France.

## Liste
Les œuvres sont classées par ordre alphabétique de communes et, au sein de celles-ci, par ordre chronologique d'installation, dans la mesure des informations disponibles.

### Sculptures
| Œuvre                                                   | Auteur                                  | Commune             | Localisation                                              | Notes | Installation | Coordonnées                        | Illustration |
| ------------------------------------------------------- | --------------------------------------- | ------------------- | --------------------------------------------------------- | --- | ------------ | ---------------------------------- | --- |
| Vénus de Quinipily                                      | À déterminer                            | Baud                | À déterminer                                              | | Ier siècle   | 47° 52′ 08″ nord, 3° 02′ 01″ ouest | Vénus de Quinipily |
| 1000 pots bétonnés pour une serre ancienne              | Jean-Pierre Raynaud                     | Bignan              | Château de Kerguéhennec                                   | | 1986         | à géolocaliser                     | Image manquante |
| Au bout                                                 | Rainer Gross                            | Bignan              | Château de Kerguéhennec                                   | | 2011         | à géolocaliser                     | Image manquante |
| Bild Stock                                              | Ulrich Rückriem                         | Bignan              | Château de Kerguéhennec                                   | | 1985         | à géolocaliser                     | Image manquante |
| Bleu Méditerranée                                       | Pierre Tual                             | Bignan              | Château de Kerguéhennec                                   | | 1995         | à géolocaliser                     | Image manquante |
| Cène d'extérieur                                        | François Bouillon                       | Bignan              | Château de Kerguéhennec                                   | | 1987         | à géolocaliser                     | Image manquante |
| Crystal cinéma                                          | Marina Abramović                        | Bignan              | Château de Kerguéhennec                                   | | 1992         | à géolocaliser                     | Image manquante |
| Divisé par 5 en énumérant sur une verrière verte        | Matt Mullican (en)                      | Bignan              | Château de Kerguéhennec                                   | | 1995         | à géolocaliser                     | Image manquante |
| Fragment d'une cité nouvelle                            | Maria Nordman                           | Bignan              | Château de Kerguéhennec                                   | | 1989         | à géolocaliser                     | Image manquante |
| Grande oblique                                          | Pierre Tual                             | Bignan              | Château de Kerguéhennec                                   | | 1986         | à géolocaliser                     | Image manquante |
| L'Oiseau Phénix                                         | Carel Visser                            | Bignan              | Château de Kerguéhennec                                   | | 1989         | à géolocaliser                     | Image manquante |
| Mimi                                                    | Markus Raetz                            | Bignan              | Château de Kerguéhennec                                   | | 1986         | à géolocaliser                     | Image manquante |
| Mit Buchstaben der Worte : Unrecht schreit              | Harald Klingelhöller (de)               | Bignan              | Château de Kerguéhennec                                   | | 2003         | à géolocaliser                     | Image manquante |
| Names of Plaques, Names of Trees                        | Ian Hamilton Finlay                     | Bignan              | Château de Kerguéhennec                                   | | 1986         | à géolocaliser                     | Image manquante |
| Le Naufrage de Malévitch                                | François Morellet                       | Bignan              | Château de Kerguéhennec                                   | | 1990         | à géolocaliser                     | Image manquante |
| Porte-vue                                               | Keith Sonnier                           | Bignan              | Château de Kerguéhennec                                   | | 1987         | à géolocaliser                     | Image manquante |
| Portrait cartographique                                 | Pierre-Alexandre Remy                   | Bignan              | Château de Kerguéhennec                                   | | 2012         | à géolocaliser                     | Image manquante |
| Sans titre                                              | Toni Grand                              | Bignan              | Château de Kerguéhennec                                   | | 1988         | à géolocaliser                     | Image manquante |
| Sculptures flottantes                                   | Marta Pan                               | Bignan              | Château de Kerguéhennec                                   | | 1986         | à géolocaliser                     | Image manquante |
| Second House                                            | Hreinn Fridfinnsson                     | Bignan              | Château de Kerguéhennec                                   | | 2007         | à géolocaliser                     | Image manquante |
| Sentier de Charme                                       | Giuseppe Penone                         | Bignan              | Château de Kerguéhennec                                   | | 1986         | à géolocaliser                     | Image manquante |
| Sept Colonnes à Mallarmé                                | Étienne Hajdu                           | Bignan              | Château de Kerguéhennec                                   | | 1971         | à géolocaliser                     | Image manquante |
| Step to Entropy                                         | Richard Artschwager                     | Bignan              | Château de Kerguéhennec                                   | | 2003         | à géolocaliser                     | Image manquante |
| Trait pour trait                                        | Élisabeth Ballet                        | Bignan              | Château de Kerguéhennec                                   | | 1993         | à géolocaliser                     | Image manquante |
| Un cercle en Bretagne                                   | Richard Long                            | Bignan              | Château de Kerguéhennec                                   | | 1986         | à géolocaliser                     | Image manquante |
| Monument au maréchal Louis Franchet d'Espérey           | À déterminer                            | Bubry               | À déterminer                                              | Représente Louis Franchet d'Espérey. | À déterminer | à géolocaliser                     | Monument au maréchal Louis Franchet d'Espérey |
| Statue de la Liberté et médaillon de Joseph Pobeguin    | Auguste Bartholdi et Joseph Le Goff     | Cléguérec           | Sur la place Pobeguin                                     | | 1882         | à géolocaliser                     | Statue de la Liberté et médaillon de Joseph Pobeguin« Monument à Joseph Pobeguin, ou La Liberté à Cléguérec », sur À nos grands hommes                                                  |
| Statue de la Liberté                                    | Auguste Bartholdi                       | Gourin              | À déterminer                                              | | 1990         | à géolocaliser                     | Statue de la Liberté |
| Mémorial Charles de Gaulle                              | Pierre-André Dufétel                    | Guer                | École spéciale militaire de Saint-Cyr                     | | 1995         | 47° 56′ 45″ nord, 2° 08′ 59″ ouest | Image manquante |
| Vitrail (sans titre)                                    | Olivier Debré                           | La Croix-Helléan    | Chapelle Saint-Maudé                                      | | 1997         | 47° 57′ 02″ nord, 2° 29′ 10″ ouest | Vitrail de la chapelle Saint-Maudé de La Croix-Helléan |
| Monument à Corentin-Jean Carré                          | À déterminer                            | Le Faouët           | À déterminer                                              | Représente Corentin Jean Carré. | 1939         | à géolocaliser                     | Monument à Corentin-Jean Carré |
| Statue de Notre-Dame de Kerdro                          | Jules-Charles Le Bozec                  | Locmariaquer        | À déterminer                                              | | 1946         | 47° 33′ 14″ nord, 2° 55′ 42″ ouest | Statue de Notre-Dame de Kerdro |
| Place de la fleur                                       | Jeppe Hein                              | Lorient             | Parvis du Grand Théâtre                                   | | 2006         | 47° 44′ 40″ nord, 3° 22′ 26″ ouest | Image manquante |
| Monument à Louis Nail,                                  | Henri Gouzien                           | Lorient             | Boulevard Louis Nail, près de l'hôtel « les gens de mer » | Représente Louis Nail. Érigé en 1923 dans le square Nail. Le médaillon original est fondu sous le régime de Vichy, dans le cadre de la mobilisation des métaux non ferreux. | 1953         | 47° 43′ 51″ nord, 3° 21′ 53″ ouest | Image manquante |
| Buste d'Henri Dupuy de Lôme                             | À déterminer                            | Ploemeur            | Dans le parc du château de Soye                           | Représente Henri Dupuy de Lôme. | 2016         | à géolocaliser                     | Buste d'Henri Dupuy de Lôme |
| Monument à Alphonse Guérin,                             | À déterminer                            | Ploërmel            | Sur le parking de l'hôpital                               | Représente Alphonse Guérin. Érigé en 1896 sur la place d'Armes. Les buste et bas-relief d'origine en bronze réalisés par Georges Bareau sont fondus sous le régime de Vichy, dans le cadre de la mobilisation des métaux non ferreux. L'allégorie devant le piédestal n'a pas été remplacée. | À déterminer | à géolocaliser                     | Monument à Alphonse Guérin« Monument à Alphonse Guérin à Ploërmel », sur À nos grands hommes,« Monument à Alphonse Guérin à Ploërmel », sur e-monumen                                   |
| Statue du général Frédéric Henri Le Normand de Lourmel, | Ernest Diosi                            | Pontivy             | Place Aristide-Briand                                     | Représente Frédéric Henri Le Normand de Lourmel. Érigée[Quand ?] à Lourmel. L'originale réalisée en 1861 par Joseph comte de Nogent est fondue sous le régime de Vichy, dans le cadre de la mobilisation des métaux non ferreux.                                                             | 1963         | à géolocaliser                     | Statue du général Frédéric Henri Le Normand de Lourmel« Monument au général de Lourmel à Pontivy », sur À nos grands hommes,« Monument au général de Lourmel à Pontivy », sur e-monumen |
| Buste du docteur Pierre-Charles Langlais,               | Gaston-Auguste Schweitzer               | Pontivy             | Square Langlais                                           | Représentait Pierre-Charles Langlais. Le buste d'origine de 1925 est fondu sous le régime de Vichy, dans le cadre de la mobilisation des métaux non ferreux. | 1989         | à géolocaliser                     | Image manquante |
| Statue de La Muse                                       | Mathurin Moreau                         | Port-Louis          | Dans le jardin public                                     | Également appelée L'Éclaireuse. | À déterminer | à géolocaliser                     | Image manquante |
| Buste de Jean-Julien Le Mauff                           | À déterminer                            | Questembert         | À déterminer                                              | Représente Jean-Julien Le Mauff. | À déterminer | à géolocaliser                     | Buste de Jean-Julien Le Mauff |
| L'ondine                                                | Karsten Klingbeil                       | Quiberon            | Port-Haliguen                                             | | 1998         | à géolocaliser                     | L'ondine |
| Le pêcheur                                              | Karsten Klingbeil                       | Quiberon            | Port-Haliguen                                             | | 1998         | à géolocaliser                     | Le pêcheur |
| Statue de Lazare Hoche,                                 | Jules Dalou                             | Quiberon            | Sur la place Hoche, au bord de la rue de Verdun (RD 200)  | Représente Lazare Hoche. | 1902         | 47° 28′ 52″ nord, 3° 07′ 17″ ouest | Statue de Lazare Hoche |
| Statue de saint Jacques                                 | À déterminer                            | Saint-Nolff         | À côté de l'église                                        | Représente Jacques de Zébédée. | À déterminer | à géolocaliser                     | Statue de saint Jacques |
| Monument au comte de Chambord                           | Alfred Caravanniez et Édouard Deperthes | Sainte-Anne-d'Auray | À déterminer                                              | Inscrit MH (2019). | 1891         | à géolocaliser                     | Monument au comte de Chambord |
| Le Moine                                                | À déterminer                            | Séné                | Boëdic                                                    | | XIXe siècle  | à géolocaliser                     | Le Moine |
| Statue équestre d'Arthur III de Bretagne                | Arthur Le Duc                           | Vannes              | À déterminer                                              | | 1903         | à géolocaliser                     | Statue équestre d'Arthur III de Bretagne |
| Buste d'Alain-René Lesage,                              | Emerand de la Rochette                  | Vannes              | Promenade de la Rabine                                    | Représente Alain-René Lesage. La sarzeautine (allégorie féminine) devant le piédestal est fondue sous le régime de Vichy, dans le cadre de la mobilisation des métaux non ferreux. | 1892         | à géolocaliser                     | Buste d'Alain-René Lesage« Monument à Alain René Lesage à Vannes », sur À nos grands hommes,« Monument à Alain René Lesage à Vannes », sur e-monumen                                    |
| Mémoires                                                | Jean-Bernard Métais                     | Vannes              | Place de Bretagne                                         | | 2000         | à géolocaliser                     | Mémoires |

### Fontaines
| Œuvre                 | Auteur       | Commune | Localisation              | Notes              | Installation | Coordonnées                        | Illustration          |
| --------------------- | ------------ | ------- | ------------------------- | ------------------ | ------------ | ---------------------------------- | --------------------- |
| Fontaine              | À déterminer | Bubry   | Sur la place de l'Église  |                    | À déterminer | 47° 57′ 49″ nord, 3° 10′ 25″ ouest | Image manquante       |
| Fontaine Saint-Fiacre | À déterminer | Radenac | Lieu-dit « Saint-Fiacre » | Inscrit MH (1933). | XVIIe siècle | à géolocaliser                     | Fontaine Saint-Fiacre |

### Œuvres disparues ou retirées
| Œuvre                           | Auteur           | Commune | Localisation                                        | Notes | Installation | Coordonnées                        | Illustration                   |
| ------------------------------- | ---------------- | ------- | --------------------------------------------------- | --- | ------------ | ---------------------------------- | ------------------------------ |
| Buste du docteur Louis Bodélio, | Auguste Nayel    | Lorient | Square Bodelio                                      | Représentait Louis Bodélio. Fondu sous le régime de Vichy, dans le cadre de la mobilisation des métaux non ferreux.                             | 1898         | 47° 44′ 51″ nord, 3° 21′ 28″ ouest | Buste du docteur Louis Bodélio |
| Statue de Jules Simon,          | Denys Puech      | Lorient | Place du Morbihan, renommée depuis place Clemenceau | Représentait Jules Simon. Fondue sous le régime de Vichy, dans le cadre de la mobilisation des métaux non ferreux.                              | 1905         | 47° 45′ 05″ nord, 3° 21′ 39″ ouest | Statue de Jules Simon          |
| Statue du docteur Ange Guépin,  | Adolphe Léofanti | Pontivy | Place de Martray                                    | Représentait Ange Guépin. Fondue sous le régime de Vichy, dans le cadre de la mobilisation des métaux non ferreux. Le piédestal est resté vide. | 1888         | 48° 04′ 06″ nord, 2° 57′ 55″ ouest | Statue du docteur Ange Guépin  |
| Buste de Jean Leperdit,         | Laure Coutan     | Pontivy | Jardin de la mairie                                 | Représentait Jean Leperdit. Fondu sous le régime de Vichy, dans le cadre de la mobilisation des métaux non ferreux.                             | 1907         | à géolocaliser                     | Image manquante                |
| Buste d'Ernest Jan,             | Laure Coutan     | Pontivy | Jardin de l'hôpital                                 | Fondu sous le régime de Vichy, dans le cadre de la mobilisation des métaux non ferreux.                                                         | 1909         | à géolocaliser                     | Image manquante                |